# Abdel Rahman Swar al-Dahab

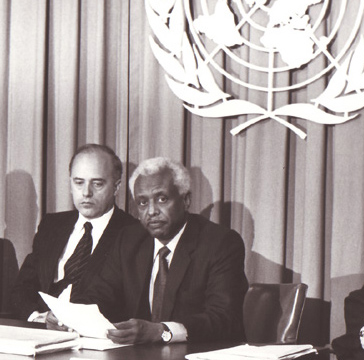
Abdel Rahman Swar al-Dahab (t.h.) med Hans Köchler på Förenta Nationernas huvudkontor i New York 1988.

Abdel Rahman Swar al-Dahab, född 1934 eller 1935 i al-Obeid i Sudan, död 18 oktober 2018, var en sudanesisk officer som blev ordförande och sedan president i det militära råd som styrde Sudan efter en statskupp den 6 april 1985 som avsatte företrädaren Jaafar al-Nimeiry. Swar al-Dahab innehade denna position till och med den 6 maj 1986.